# Rap metal

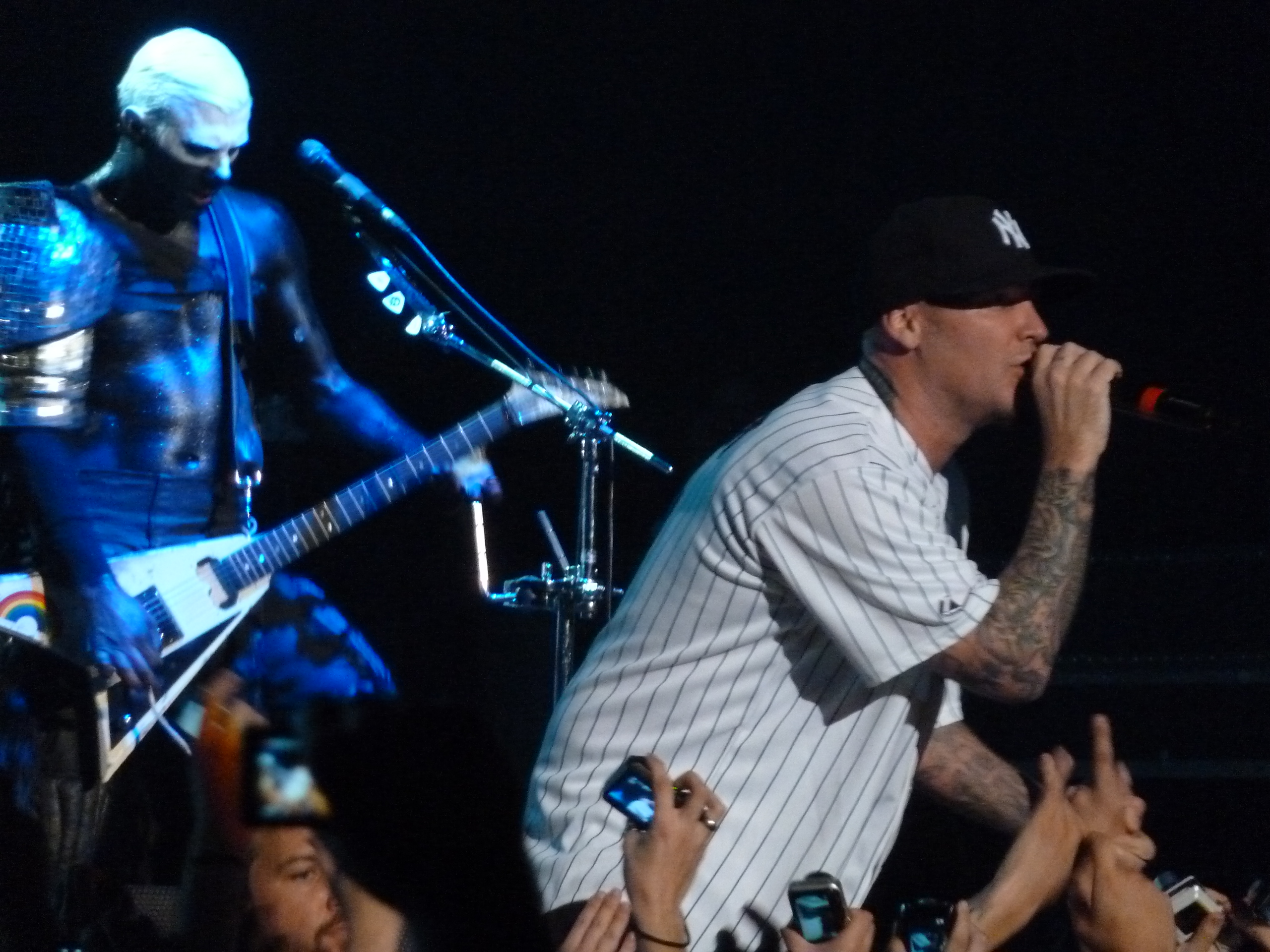
Limp Bizkit, reprezentant al genului

Rap metal este un gen de fuziune care îmbină rap rockul, heavy metalul și metalul alternativ care combină elementele vocale și instrumentale din hip hop cu heavy metal.

## Istorie

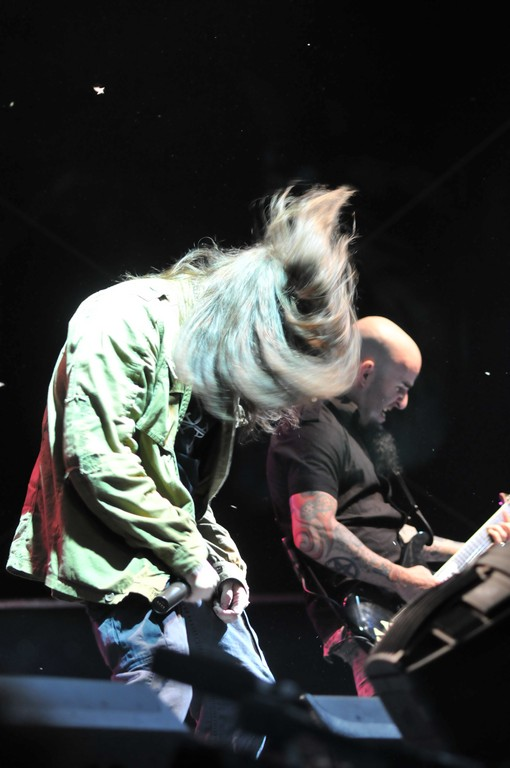
Anthrax, formația care a pionerat includerea rapului în thrash metal

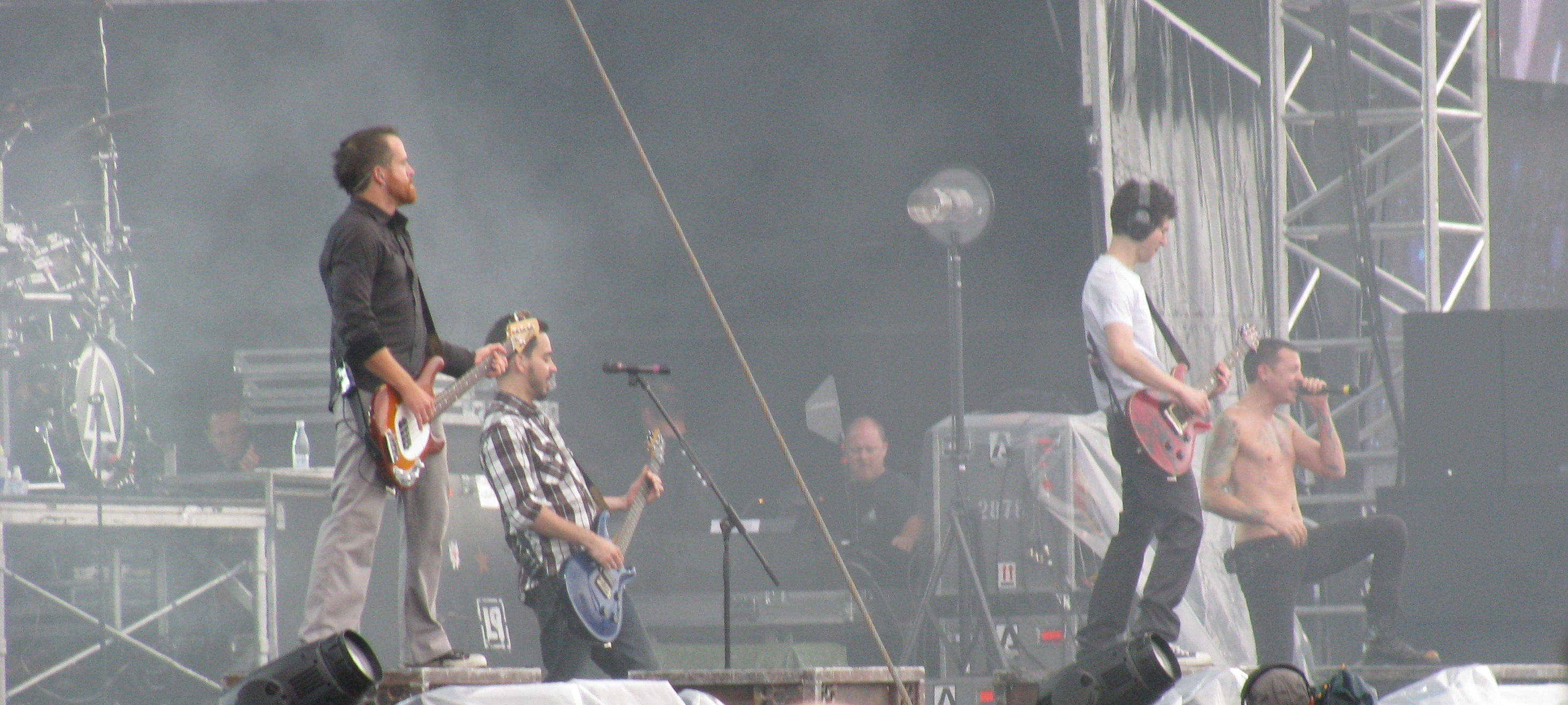
Linkin Park a maract renașterea genului la începutul secolului al XXI-lea

Rap metal a derivat din rap rock, un gen muzical care combina elementele vocale și instrumentale ale muzicii hip hop cu cele ale muzicii rock. Își are originile atât de la grupuri de muzică hip hop care au interpretat cântece heavy metal, precum Beastie Boys, Cypress Hill, Esham și Run-D.M.C., cât și de la trupe de rock care au combinat influențele heavy metal cu cele hip hop, precum 24-7 Spyz și Faith No More. Scott Ian de la Anthrax (care a pionerat genul) afirma că Rage Against the Machine a inventat genul.

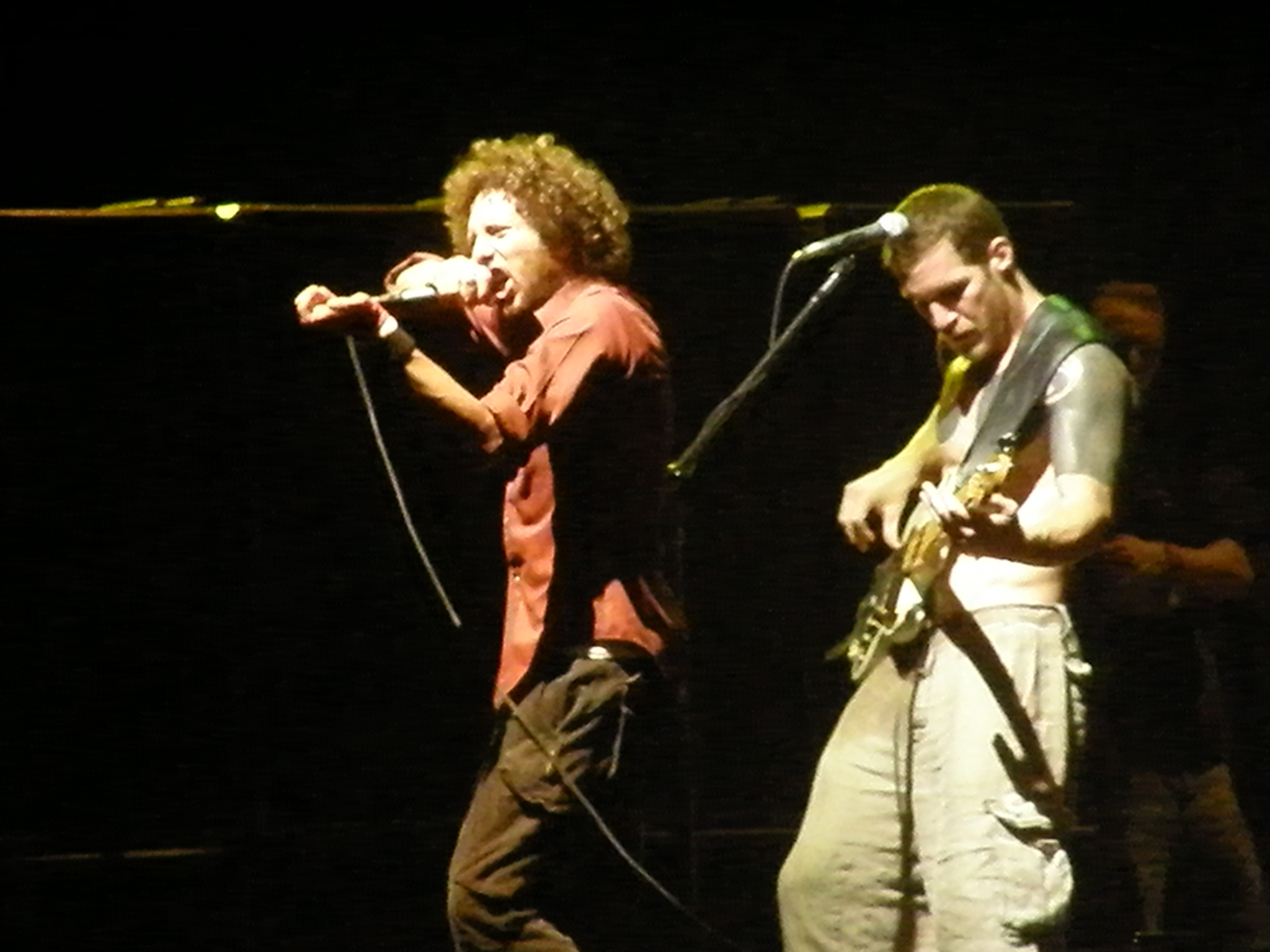
Rage Against the Machine în 2007

În 1987, formația thrash metal din New York, Anthrax a amestecat hip hop-ul cu heavy metal pentru EP-ul lor I'm the Man, iar apoi s-a asociat cu Public Enemy pentru un remake la "Bring the Noise" în care au fuzionat hip hop cu thrash metal. În anul următor, rapperul Sir Mix-a-Lot a făcut echipă cu Metal Church pentru single-ul său din 1988 "Iron Man", bazat definitiv pe cântecul cu același nume al lui Black Sabbath. În 1990, rapperul Ice-T a format o trupă heavy metal numită Body Count, și evoluând în 1991 la Lollapalooza, au interpretat un set de compoziții dintre care jumătate erau rap, jumătate metal. Stuck Mojo, o formație metal a cărui vocalist citea rap, de asemenea este considerată pioner al genului.